# Važminec
Važminec (olaszul:  Vasmineci) falu Horvátországban Tengermellék-Hegyvidék megyében. Közigazgatásilag Creshez tartozik.

## Fekvése
Cres szigetének északi részén Cres városától 21 km-re északra, a sziget belsejében, a tengerparttól másfél kilométerre, 290 méter magasan fekszik. A sziget egyik legérdekesebb, Tramuntaninak nevezett részén található. Egy köves út köti össze a legközelebbi nagyobb településsel Belivel.

## Története
A sziget többi részével együtt 1822-től osztrák uralom alatt állt, majd 1867 és 1918 között az Osztrák–Magyar Monarchia része volt. 1880-ban 85, 1910-ben 77 lakosa volt. Az Osztrák-Magyar Monarchia bukását rövid olasz uralom követte, majd a település a Szerb–Horvát–Szlovén Királyság része lett. A második világháború idején olasz csapatok szállták meg. A háborút követően újra Jugoszláviához került. 1991-ben az önálló horvát állam része lett, ebben az évben még nyolcan lakták. 2011-ben már nem volt lakossága.

## Lakosság
| Lakosság változása | Lakosság változása | Lakosság változása | Lakosság változása | Lakosság változása | Lakosság változása | Lakosság változása | Lakosság változása | Lakosság változása | Lakosság változása | Lakosság változása | Lakosság változása | Lakosság változása | Lakosság változása | Lakosság változása | Lakosság változása |
| ------------------ | ------------------ | ------------------ | ------------------ | ------------------ | ------------------ | ------------------ | ------------------ | ------------------ | ------------------ | ------------------ | ------------------ | ------------------ | ------------------ | ------------------ | ------------------ |
| 1857               | 1869               | 1880               | 1890               | 1900               | 1910               | 1921               | 1931               | 1948               | 1953               | 1961               | 1971               | 1981               | 1991               | 2001               | 2011               |
| 0                  | 0                  | 85                 | 72                 | 77                 | 77                 | 0                  | 0                  | 81                 | 64                 | 48                 | 19                 | 5                  | 8                  | 0                  | 0                  |